# Karl Ziegler
Pour les articles homonymes, voir Ziegler.
Karl Ziegler (26 novembre 1898 à Helsa (près de Cassel), province de Hesse-Nassau - 11 août 1973 à Mülheim, Allemagne) est un chimiste allemand. Giulio Natta et lui sont colauréats du prix Nobel de chimie de 1963 pour leurs travaux sur les polymères.

## Biographie
En 1923, il passe un doctorat d'État dont l'intitulé était Contribution à la connaissance du carbone « trivalent » : les radicaux tétra-aryl-allyl- et leurs dérivés.
Il est professeur à l'université de Francfort et l'université de Heidelberg. En 1942, il effectue des recherches sur la bromation de composés allyliques et met au point la réaction de Wohl-Ziegler. En 1943, il devient directeur de l’Institut de recherche sur le carbone de la Société Kaiser-Wilhelm à Mülheim dans la Ruhr, et professeur à l'Université technique de Rhénanie-Westphalie à Aix-la-Chapelle (RWTH) à partir de 1949. À partir de 1953, il développe un procédé de polymérisation à basse pression de l’éthylène en présence de catalyseurs organométalliques.
Giulio Natta et lui sont colauréats du prix Nobel de chimie de 1963 « pour leurs découvertes dans le champ de la chimie et de la technologie des hautes polymères ».
Les catalyseurs de Ziegler-Natta sont des complexes métalliques qui sont obtenus par réduction de liaisons incluant des métaux de transition (par exemple Titane(III)-chlorure) par des liaisons organométalliques (par exemple, le chlorure de diéthylaluminium). Ces catalyseurs permettent des polymérisations stéréospécifiques des oléfines à pression normale. Ces catalyseurs ont une grande importance pour la fabrication du polyéthylène et du polypropylène, produits industriels qui ont ouvert la voie à l'ère du synthétique.
Sa femme Maria, morte en 1986, un collectionneur de tableaux du XXe siècle, profita des revenus que lui procuraient ses découvertes. Sa collection, qui contient des œuvres d'Emil Nolde, de Lyonel Feininger, de Paul Klee, de Käthe Kollwitz, d'Oskar Kokoschka, d'August Macke, de Franz Marc et de Karl Schmidt-Rottluff, peut être admirée au début du XXIe siècle au musée municipal « Alte Post » à Mülheim.

## Distinctions et récompenses
- 1935 : médaille Liebig
- 1960 : Werner-von-Siemens-Ring (de)
- 1963 : prix Nobel de chimie
- 1971 : membre étranger de la Royal Society le 22 avril 1971.